# André Masséna
André Massena (italijansko Andrea Massena), francoski maršal, * 6. maj 1758, Nica, Francija, † 4. april 1817, Pariz, Francija.